# Nuno Sequeira
Nuno Miguel Ribeiro Cruz Jerónimo Sequeira (Porto, 19 agosto 1990) è un calciatore portoghese, difensore del Pendikspor.

## Caratteristiche tecniche
Gioca come terzino sinistro.

## Palmarès

### Competizioni nazionali
- Coppa del Portogallo: 1

Braga: 2020-2021
- Coppa di Lega portoghese: 1

Braga: 2019-2020